# Monte Roberto
Monte Roberto är en ort och kommun i provinsen Ancona i regionen Marche i Italien. Kommunen hade 3 059 invånare (2018).